# Guiscriff
 Guiscriff  (en bretón Gwiskri) es una población y comuna francesa, situada en la región de Bretaña, departamento de Morbihan, en el distrito de Pontivy y cantón de Le Faouët.

## Demografía
| 3740 | 3377 | 2931 | 2734 | 2529 | 2394 |
| Para los censos de 1962 a 1999 la población legal corresponde a la población sin duplicidades (Fuente: INSEE [Consultar]) |      |      |      |      |      |